# William Fleetwood Sheppard
William Fleetwood Sheppard (20 de novembro de 1863 – 12 de outubro de 1936) foi um matemático australiano-britânico, conhecido por seu trabalho em diferenças finitas, interpolação e estatística.
William Fleetwood Sheppard nasceu próximo a Sydney, Austrália. Foi o segundo filho de Edmund Sheppard, um inglês que havia ido para a Austrália em 1859, e sua mulher Mary Grace Murray; casaram-se em 1860. Edmund Sheppard era advogado e tornou-se juiz da Suprema Corte de Queensland. Quando tinha cerca de dez anos de idade William foi enviado para a Brisbane Grammar School. No entanto permaneceu por apenas um termo pois o diretor acreditava que a escola não poderia fazer justiça a um aluno tão brilhante e que ele deveria ir para a escola na Inglaterra.
Na Inglaterra Sheppard foi para a Charterhouse School, onde teve uma carreira acadêmica bem sucedida e finalmente foi diretor da escola. Foi para o Trinity College, Cambridge, como bolsista da fundação. Quando se formou em 1884 era Wrangler Sênior (o aluno de matemática com a maior nota). Pouco depois que os resultados vieram, uma carta chegou a ele, dirigida apenas para "The Senior Wrangler, Cambridge". O terceiro Wrangler foi William Henry Bragg e o quarto foi William Henry Young. Todos os top wranglers daquele ano foram treinados por Edward Routh;.
Depois de alguns anos se preparando para se tornar um barrister, Sheppard se juntou ao Departamento de Educação como um Examinador Júnior em 1896. Em 1914 foi nomeado subsecretário do Conselho de Educação. Sheppard tinha uma extraordinária capacidade de trabalho; ele levantava as 5 ou 6 da manhã e trabalhava até as 10 ou 11 da noite. Aposentou-se em 1921 aos 58 anos de idade.
Sheppard teve uma carreira paralela e igualmente distinta como matemático, distinta o suficiente para ele receber o grau de Sc. D. em Cambridge em 1908 e ser eleito membro da Sociedade Real de Edimburgo em 1932. Sheppard publicou seu primeiro artigo em 1888 e então não publicou nada durante seus anos como advogado. Então ele voltou a publicar em 1897 e continuou até 1931.
Sheppard foi encorajado a direcionar suas habilidades matemáticas para a estatística por Francis Galton, que ele conheceu durante seus dias de Cambridge quando visitou o Laboratório Antropométrico de Galton. Em sua peça memorial Alexander Aitken colocou Sheppard com Francis Ysidro Edgeworth, Karl Pearson e George Udny Yule como contribuinte para o desenvolvimento da estatística na virada do século XX. Após 1907 o foco do trabalho de Sheppard mudou de estatística para interpolação e graduação e ele publicou em revistas matemáticas e atuariais.
Foi palestrante convidado do Congresso Internacional de Matemáticos em Cambridge (1912: Reduction of errors by means of negligible differences).

## Publicações selecionadas
- W. F. Sheppard (1897) "On the Calculation of the Average Square, Cube, of a Large Number of Magnitudes", Journal of the Royal Statistical Society, 60, 698–703.
- W. F. Sheppard (1898) "On the Calculation of the Most Probable Values of Frequency Constants for data arranged according to Equidistant Divisions of a Scale", Proceedings of the London Mathematical Society, 29, 353–80.
- W. F. Sheppard (1899) "On the Application of the Theory of Error to Cases of Normal Distribution and Normal Correlation", Philosophical Transactions of the Royal Society, A, 192,101–167+531.
- W. F. Sheppard (1907) "Table of Deviates of the Normal Curve", Biometrika, v. 404–406.
- W. F. Sheppard (1921) "Reduction of Error by Linear Compounding", Philosophical Transactions of the Royal Society, A, 221, 199–237.
- W. F. Sheppard (1923) From Determinant to Tensor, Clarendon Press Oxford.

## Discussões
- A. C. Aitken e E T Whittaker (1935–36) William Fleetwood Sheppard, Sc.D., LL.M., Proc. Roy. Soc. Edinburgh 56, 279–282. There is a link to this obituary in the MacTutor article referred to below.
- "William Fleetwood Sheppard", Mathematical Gazette, 20, December 1936.
- N. F. Sheppard (1937) W. F. Sheppard, F.R.S.E., Sc. D., Ll. M.: "Personal History", Annals of Eugenics, 8, 1–9.
- A. C. Aitken (1937) "A Note on Sheppard’s Contributions to Mathematics and Mathematical Statistics", Annals of Eugenics, 8, 9–11.
- R. A. Fisher (1937) "The Character of Sheppard’s Work", Annals of Eugenics, 8, 11–12.
- Donald A. MacKenzie, Statistics in Britain 1865–1930 : the Social Construction of Scientific Knowledge, Edinburgh University Press. 1981.

MacKenzie is particularly interested in the relationship between Sheppard and Galton. The standard modern histories and encyclopedias pay little attention to Sheppard. See, however,
- A. Hald (2001) "On the History of the Correction for Grouping, 1873–1922", Scandinavian Journal of Statistics, 28, 417–428.

This puts Sheppard's work into a story that begins with Thiele (1873) and ends with Fisher (1922).